# Chactopsis barajuri
Espèce
Chactopsis barajuri est une espèce de scorpions de la famille des Chactidae.

## Distribution
Cette espèce est endémique de l'État de Bolívar au Venezuela. Elle se rencontre vers Gran Sabana entre 900 et 925 m d'altitude.

## Publication originale
- González-Sponga, 1982 : Tres nuevas especies Venezolanas del genero Chactopsis (Scorpionida: Chactidae). Boletin de la Academia de Ciencias Fisicas Matematicas y Naturales (Caracas), vol. 42, no 129/130, p. 127-146.